# راس ملاي
راس ملاي (بالبنغالية:  রসমালাই)‏ من أشهر الحلوايات البنغالية وهي معروفة في كل الأجزاء التاريخية لشبه الجزيرة الهندية، يحضّر عادةً من الحليب، السكر، البيض، الزعفران، البايكنغ باودر، الهيل وماء الورد، ويقدّم بارداً ويمكن تزيينه بالفستق أو اللوز المجروش.

## المعلومات الغذائية
تحتوي حصة الراس ملاي (180غ تقريباً) على:
- السعرات الحرارية: 197
- الدهون: 9
- الدهون المشبعة: 5
- الكوليسترول: 57
- الكاربوهيدرات: 21
- البروتينات: 9